# Ocotea diffusa
Ocotea diffusa är en lagerväxtart som beskrevs av H. van der Werff. Ocotea diffusa ingår i släktet Ocotea och familjen lagerväxter. Inga underarter finns listade i Catalogue of Life.